# Landkreis Nienburg/Weser
Der Landkreis Nienburg/Weser ist ein Landkreis im zentralen Niedersachsen in der Mittelweserregion.

## Geographie

### Nachbarkreise
Der Landkreis grenzt im Uhrzeigersinn im Westen beginnend an die Landkreise Diepholz, Verden und Heidekreis, an die Region Hannover und an den Landkreis Schaumburg (alle in Niedersachsen) sowie an den Kreis Minden-Lübbecke (in Nordrhein-Westfalen).

## Geschichte

### 1885 bis 1932
Der erste Kreis Nienburg wurde 1885 in der preußischen Provinz Hannover durch die Vereinigung des bisherigen Amtes Nienburg in der Untergrafschaft Hoya mit der amtsfreien Stadt Nienburg gebildet.

### 1932 bis heute
Bei der Kreisreform in der Provinz Hannover vom 1. Oktober 1932 wurden der alte Kreis Nienburg, der Kreis Stolzenau sowie die Gemeinden Haßbergen und Anderten aus dem aufgelösten Kreis Hoya zum deutlich größeren Landkreis Nienburg/Weser zusammengeschlossen.
Am 1. März 1974 wurde der Landkreis durch das Hannover-Gesetz im Rahmen der niedersächsischen Gebietsreform grundlegend umgestaltet:
- Die Gemeinden Bockhop, Borstel, Campen, Sieden und Staffhorst wurden in den Landkreis Grafschaft Diepholz umgegliedert.
- Die Gemeinde Wiedensahl wurde in den Landkreis Schaumburg-Lippe umgegliedert.
- Die Gemeinden Lichtenhorst und Rodewald aus dem aufgelösten Landkreis Neustadt am Rübenberge kamen zum Landkreis Nienburg/Weser. Lichtenhorst wurde dabei nach Steimbke eingemeindet.
- Durch die genannten Kreiswechsel und zahlreiche Gemeindefusionen verringerte sich die Zahl der Gemeinden des Landkreises von 71 auf 26.

Seine heutige Ausdehnung erreichte der Landkreis am 1. August 1977, als im Zuge der Kreisreform in Niedersachsen zehn Gemeinden aus dem Osten des aufgelösten Landkreises Grafschaft Hoya in den Landkreis eingegliedert wurden. Diese Gemeinden gehörten zu den Samtgemeinden Grafschaft Hoya und Eystrup, die sich am 1. Januar 2011 zur Samtgemeinde Grafschaft Hoya zusammenschlossen.

### Einwohnerentwicklung

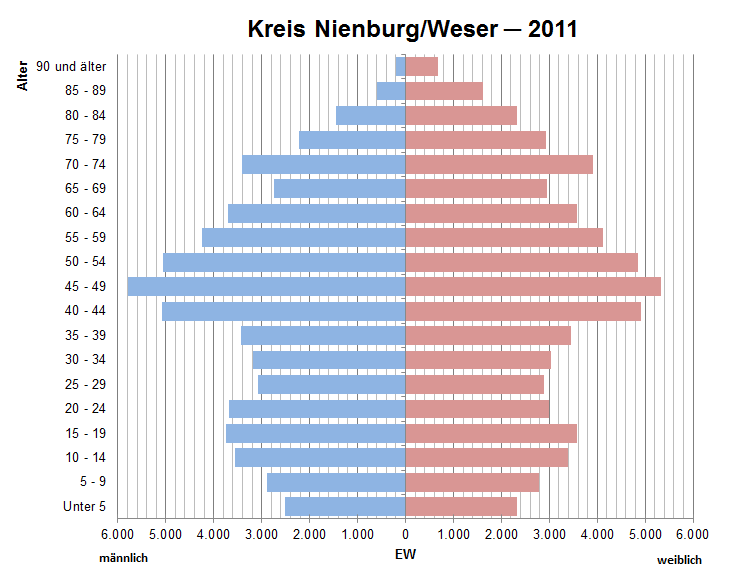
Bevölkerungspyramide für den Kreis Nienburg/Weser (Datenquelle: Zensus 2011.)

| Jahr | Einwohner |
| ---- | --------- |
| 1933 | 064.271   |
| 1939 | 065.497   |
| 1950 | 115.550   |
| 1960 | 097.100   |
| 1970 | 102.500   |
| 1980 | 113.700   |
| 1987 | 111.929   |
| 1990 | 116.880   |
| 1995 | 124.065   |
| 1997 | 125.000   |
| 2000 | 125.938   |

| Jahr | Einwohner |
| ---- | --------- |
| 2002 | 126.167   |
| 2005 | 125.870   |
| 2007 | 124.895   |
| 2008 | 123.881   |
| 2009 | 122.989   |
| 2010 | 122.206   |
| 2011 | 122.225   |
| 2012 | 120.225   |
| 2013 | 119.848   |
| 2021 | 121.788   |

(ab 1990 jeweils am 31. Dezember)

## Politik

### Kreistag
Die Kreistagswahl 2021 führte zu folgendem Ergebnis:
- Linke: 1
- SPD: 13
- Grüne: 6
- FDP: 3
- WG: 3
- CDU: 18
- AfD: 2

| Parteien und Wählergemeinschaften | Parteien und Wählergemeinschaften           | Prozent 2021 | Sitze 2021 | Prozent 2016 | Sitze 2016 | Prozent 2011 | Sitze 2011 | Prozent 2006 | Sitze 2006 |
| --------------------------------- | ------------------------------------------- | ------------ | ---------- | ------------ | ---------- | ------------ | ---------- | ------------ | ---------- |
| CDU                               | Christlich Demokratische Union Deutschlands | 39,7         | 18         | 39,9         | 18         | 41,4         | 19         | 45,8         | 23         |
| SPD                               | Sozialdemokratische Partei Deutschlands     | 27,3         | 13         | 29,6         | 14         | 35,3         | 16         | 36,4         | 18         |
| Grüne                             | Bündnis 90/Die Grünen                       | 12,8         | 6          | 8,6          | 4          | 10,8         | 5          | 5,3          | 3          |
| FDP                               | Freie Demokratische Partei                  | 5,7          | 3          | 3,4          | 2          | 2,8          | 1          | 4,4          | 2          |
| WG                                | Wählergemeinschaft Landkreis Nienburg       | 5,7          | 3          | 7,7          | 3          | 7,9          | 4          | 6,0          | 3          |
| AfD                               | Alternative für Deutschland                 | 5,2          | 2          | 8,3          | 4          | —            | —          | —            | —          |
| Linke                             | Die Linke                                   | 2,2          | 1          | 2,2          | 1          | 1,9          | 1          | 2,0          | 1          |
| Sonstige                          | –                                           | 1,4          | 0          | 0,3          | 0          | —            | —          | —            | —          |
| Gesamt                            | Gesamt                                      | 100          | 46         | 100          | 46         | 100          | 46         | 100          | 50         |
| Wahlbeteiligung                   | Wahlbeteiligung                             | 56,6 %       | 56,6 %     | 53,9 %       | 53,9 %     | 52,2 %       | 52,2 %     | 53,0 %       | 53,0 %     |

### Landräte
- Wilhelm von Reck (1932–1937)
- Siegfried von Campe (1938–1945), NSDAP
- Hans vom Hoff (1945–1946), SPD
- Friedrich Röbbing (1946–1948)
- August Witte-Dunk (1948–1964), DP
- Friedrich Benecke (1964)
- Harry Metterhausen (1964–1972)
- Heinrich Schmidt (1972–1981)
- Helmut Rode (1981–1991), CDU
- Werner Siemann (1991–2002), CDU
- Heinrich Eggers (2002–2011), CDU
- Detlev Kohlmeier (seit 2011), parteilos

### Oberkreisdirektoren
- Heinrich Kauke (1946–1952)
- Oskar Harms (1952–1976)
- Werner Grundmann (1976–1979)
- Wilfried Wiesbrock (1979–2003)

### Wappen
Blasonierung: Der geteilte und unten gespaltene Schild zeigt oben auf rotem Grund zwei silberne gekreuzte Pferdeköpfe, wie sie an den Giebeln der Bauernhäuser im Landkreis zu finden sind. Die schwarze, rotbewehrte Bärentatze auf goldenem Grund im linken unteren Teil gibt es auch bei der gleichnamigen Kreisstadt und weist jeweils auf die Grafen von Hoya hin.

An die Grafen von Wölpe erinnert das silberne Büffelhorn auf blauem Grund im rechten unteren Teil.

## Wirtschaft und Infrastruktur

### Wirtschaftsbetriebe
Der Landkreis Nienburg/Weser baut auf eine breit gestreute regionale Wirtschaftsstruktur mit rund 4900 ansässigen Klein- und mittelständischen Unternehmen. Neben traditionsreichen Familienunternehmen im Handwerk sind Papier- und Glasproduktion, Chemische Industrie, Lebensmittelherstellung, Logistik sowie Automobilzulieferer, Sondermaschinenbau und der Bereich regenerative Energien die Branchenschwerpunkte. Zur Wirtschaftsleistung in der Region trägt außerdem die Landwirtschaft maßgeblich bei; dabei ist vor allem der Spargelanbau weit über die Region hinaus bekannt. Um die nachhaltige Entwicklung der Wirtschaftsregion kümmert sich die Wirtschaftsförderung WIN GmbH.
In der Stadt Nienburg befindet sich Tierfuttermittel- und Glasindustrie.
Ein wichtiger Wirtschaftsfaktor ist die hier an einigen Standorten ansässige Bundeswehr; insbesondere im Nienburger Stadtteil Langendamm findet sich ein größerer Standort.
Ferner bestehen in Nienburg einige Firmen der Chemieindustrie.

### Sozialeinrichtungen
In Nienburg und in Stolzenau befinden sich Standorte der Mittelweser-Kliniken, welche jetzt zur Helios Kliniken angehören. Der Standort Hoya wurde geschlossen und das Gebäude abgerissen.

### Verkehr
Schiffsverkehr
Der Landkreis wird von der für Binnenschifffahrt tauglichen Weser von Süden nach Norden durchquert.
Straße
Folgende Bundesstraßen durchqueren den Landkreis Nienburg:
- B 6 Cuxhaven–Görlitz (über Bremerhaven, Bremen und Hannover)
- B 61 (Bassum–Rheda-Wiedenbrück)
- B 209 (Rohrsen–Schwarzenbek)
- B 214 (Lingen–Braunschweig)
- B 215 (Rotenburg–Raddestorf)
- B 441 (Uchte–Hannover)
- B 482 (Leese–Porta Westfalica-Vennebeck)

Des Weiteren durchqueren einige Landesstraßen (z. B. L 349 und L 351) und eine Reihe von Kreisstraßen den Landkreis.
Der Landkreis liegt entfernt von Autobahnen, da Pläne für die A 32 (Nienburg–Helmstedt) und die A 35 (Nienburg–Bielefeld) niemals realisiert wurden. Nächstliegende Bundesautobahnen sind die A 7 sowie die A 27, die beide ungefähr 10 km vom Kreisgebiet entfernt liegen.
Eisenbahn
Die Kreisstadt Nienburg erhielt 1847 mit der Eröffnung der Bahnstrecke Wunstorf–Bremen einen Bahnanschluss, die Strecke wurde von der Hannöverschen Staatsbahn gebaut. Von ihr zweigten ehemals drei Nebenbahnen ab, nämlich die 1910 von der Preußischen Staatsbahn eröffnete Bahnstrecke nach Rahden, sowie die von der Deutschen Reichsbahn (1920–1945) 1921/22 vollendete Bahnstrecke nach Diepholz und Bahnstrecke nach Minden (von 1921 bis heute) mit ihrer ehemaligen Zweigstrecke nach Stadthagen.
Bevor Uchte von der Staatsbahn erreicht worden war, trafen sich hier bereits 1898/99 zwei Schmalspurbahnen. Die Strecke der Mindener Kreisbahnen führte über Petershagen nach Minden, die Steinhuder Meer-Bahn über Rehburg-Loccum nach Wunstorf.
Von der Hauptstrecke Wunstorf–Bremerhaven zweigt in Eystrup eine Strecke ab, die 1881 durch die Hoyaer Eisenbahn-Gesellschaft erbaut wurde und bis zum Alten Bahnhof von Hoya auf dem rechten Weserufer führte; erst 1912 überquerte sie den Fluss zu dem am linken Ufer gelegenen Kleinbahnhof. Dort war der Anschluss an die schmalspurigen Strecken der Kleinbahn Hoya–Syke–Asendorf GmbH, die seit dem Jahre 1900 nach Syke und 1905 nach Bücken führten. Erst 1962/63 wurde die Schmalspurbahn nach der Fusion der beiden Unternehmungen zu den Verkehrsbetrieben Grafschaft Hoya GmbH umgespurt, sodass ein durchgehender Verkehr Hoya–Syke möglich wurde.
Das Schienennetz im Kreis hatte einmal eine Gesamtlänge von 227 km, davon sind heute noch 73 km voll in Betrieb, weitere 32 km werden von Museumseisenbahnen befahren. Einstellungsdaten:
- 1935: Rehburg Stadt–Stolzenau–Uchte Klb. (28 km, Meterspur)
- 1960: Hoya–Bücken (3 km, Meterspur)
- 1961: Leese-Stolzenau–Münchehagen (–Stadthagen) (15 km)
- 1964: (Wunstorf–) Bad Rehburg Stadt (7 km, Meterspur)
- 1968: Nienburg–Uchte (–Rahden) (59 km)
- 1969: Nienburg–Wietzen (–Sulingen–Diepholz) (17 km)
- 1972: Eystrup–Hoya–Hoyerhagen (–Syke) (14 km)
- 1973: (Todtenhausen–) Harrienstädt–Uchte (10 km)

Die Hauptstrecke Bremen–Hannover wird vom RE Norddeich–Emden–Bremen Hbf–Hannover Hbf bedient. In Nienburg halten alle zwei Stunden Intercity-Züge der Linie 56 Oldenburg (Oldb)–Hannover–Magdeburg–Leipzig / Berlin. Der Bahnhof Nienburg (Weser) ist außerdem Endpunkt der S-Bahnlinie 2 nach Hannover Hbf–Haste.
Die Bahnstrecke Nienburg–Minden mit den Zwischenhalten Leese-Stolzenau und Petershagen-Lahde wird werktags im Zweistundentakt vom RE 78 Porta-Express nach Bielefeld bedient. Bis zum 8. Dezember 2017 fuhren die Züge an Wochenenden noch weiter über Verden bis Rotenburg der frühere Linienverlauf kann nur noch mit zweimaligem Umsteigen zurückgelegt werden.

## Kultur

### Landschaftsverband
Um kulturelle Belange kümmert sich der Landschaftsverband Weser-Hunte, die Musikschule Nienburg, die kommunalen Kulturbeauftragten innerhalb der Städte und Gemeinden, die Kirchengemeinden und private Kulturinitiativen.

### Jüdische Friedhöfe
Im Landkreis Nienburg gibt es acht Jüdische Friedhöfe: in Lavelsloh, Hoyerhagen, Leese, Liebenau, Nienburg/Weser, Rehburg, Stolzenau und Uchte. Es sind schützenswerte Kulturdenkmäler – steinerne Zeugen für ehemals existierende jüdische Gemeinden und eines regen jüdischen Gemeindelebens bis in die 1930er-Jahre. Die Friedhöfe sind meist schlecht aufzufinden, zumal sie sich vorwiegend am Rande der Gemeinden befinden.

### Freimaurerei
Die Freimaurerei ist seit Jahrhunderten im Landkreis vertreten. So wurde die Freimaurerloge St. Alban zum Æchten Feuer im Jahre 1786 in Hoya gegründet; und die Freimaurerloge Georg zum silbernen Einhorn im Jahre 1815 in Nienburg.

### Tourismus
Über touristische Angebote wie Radfahren, Kunst, Kultur oder Veranstaltungen informiert die Mittelweser-Touristik GmbH. Der regionale Tourismusverband ist im Auftrag von 18 Gesellschaftern für die gesamte Mittelweser-Region, die sich von Minden bis nach Bremen erstreckt, zuständig.

### Museen
siehe Liste der Museen im Landkreis Nienburg/Weser

### Kulturdenkmale
siehe Liste der Baudenkmale im Landkreis Nienburg/Weser

## Naturschutzgebiete
Im Landkreis Nienburg/Weser gibt es 36 Naturschutzgebiete. Das größte (Uchter Moor) hat eine Fläche von 3.263 ha (Flächenanteil des Landkreises Nienburg/Weser: 3.165 ha), das kleinste (Auwald bei Hingste) eine Fläche von 2,5 ha.
Siehe auch:
- Liste der Naturschutzgebiete im Landkreis Nienburg/Weser
- Liste der Landschaftsschutzgebiete im Landkreis Nienburg/Weser
- Liste der Naturdenkmale im Landkreis Nienburg/Weser
- Liste der geschützten Landschaftsbestandteile im Landkreis Nienburg/Weser

## Gemeinden
In Klammern die Einwohnerzahl am 31. Dezember 2024.
Einheitsgemeinden
1. Nienburg/Weser, Kreisstadt, selbständige Gemeinde (32.608)
2. Rehburg-Loccum, Stadt [Sitz: Rehburg] (9942)
3. Steyerberg, Flecken (5159)

Samtgemeinden mit ihren Mitgliedsgemeinden
* Sitz der Samtgemeindeverwaltung
| - 1. Samtgemeinde Grafschaft Hoya (16.931) 1. Bücken, Flecken (2105) 2. Eystrup (3597) 3. Gandesbergen (521) 4. Hämelhausen (558) 5. Hassel (Weser) (1771) 6. Hilgermissen (2024) 7. Hoya, Stadt * (3862) 8. Hoyerhagen (957) 9. Schweringen (854) 10. Warpe (682) - 2. Samtgemeinde Heemsen (6468) 1. Drakenburg, Flecken (1812) 2. Haßbergen (1709) 3. Heemsen (1815) 4. Rohrsen * (1132) - 3. Samtgemeinde Mittelweser (15.550) 1. Estorf (1722) 2. Husum (2335) 3. Landesbergen (2774) 4. Leese (1640) 5. Stolzenau * (7079) | - 4. Samtgemeinde Steimbke (7310) 1. Linsburg (1009) 2. Rodewald (2582) 3. Steimbke * (2448) 4. Stöckse (1271) - 5. Samtgemeinde Uchte (13.488) 1. Diepenau, Flecken (3824) 2. Raddestorf (1816) 3. Uchte, Flecken * (4745) 4. Warmsen (3103) - 6. Samtgemeinde Weser-Aue (14.012) 1. Balge (1632) 2. Binnen (966) 3. Liebenau, Flecken (3695) 4. Marklohe * (4594) 5. Pennigsehl (1158) 6. Wietzen (1967) |

## Ehemalige Gemeinden
Die folgende Tabelle listet alle ehemaligen Gemeinden des Landkreises Nienburg/Weser und ihre heutige Zugehörigkeit. Alle aufgeführten Eingemeindungen und Landkreiswechsel geschahen am 1. März 1974.
| Gemeinde                       | Zugehörigkeit seit 1. März 1974              |
| ------------------------------ | -------------------------------------------- |
| Anderten                       | Heemsen                                      |
| Anemolter                      | Stolzenau                                    |
| Bad Rehburg                    | Rehburg-Loccum                               |
| Blenhorst (zeitweise Dolldorf) | Balge                                        |
| Bockhop                        | Borstel                                      |
| Bohnhorst                      | Warmsen                                      |
| Bolsehle                       | Husum                                        |
| Borstel                        | Wechsel in den Landkreis Grafschaft Diepholz |
| Bötenberg                      | Balge                                        |
| Brokeloh                       | Landesbergen                                 |
| Bruchhagen                     | Steyerberg                                   |
| Brüninghorstedt                | Warmsen                                      |
| Buchhorst                      | Balge                                        |
| Bühren                         | Binnen                                       |
| Campen                         | Borstel                                      |
| Darlaten                       | Uchte                                        |
| Deblinghausen                  | Steyerberg                                   |
| Dienstborstel                  | Staffhorst                                   |
| Diethe                         | Stolzenau                                    |
| Düdinghausen                   | Steyerberg                                   |
| Erichshagen                    | Nienburg/Weser                               |
| Essern                         | Diepenau                                     |
| Frestorf                       | Stolzenau                                    |
| Gadesbünden                    | Heemsen                                      |
| Glissen                        | Binnen                                       |
| Groß Varlingen                 | Husum                                        |
| Großenvörde                    | Warmsen                                      |
| Hahnenberg                     | Landesbergen                                 |
| Harrienstedt                   | Raddestorf                                   |
| Hesterberg                     | Pennigsehl                                   |
| Hibben                         | Stolzenau                                    |
| Höfen                          | Uchte                                        |
| Holte                          | Wietzen                                      |
| Holtorf                        | Nienburg/Weser                               |
| Holzbalge                      | Balge                                        |
| Holzhausen                     | Stolzenau                                    |
| Hoysinghausen                  | Uchte                                        |
| Huddestorf                     | Raddestorf                                   |
| Jenhorst                       | Raddestorf                                   |
| Kleinenheerse                  | Raddestorf                                   |
| Langendamm                     | Nienburg/Weser                               |
| Lavelsloh                      | Diepenau (Eingemeindung am 1. Januar 1970)   |
| Leeseringen                    | Estorf                                       |
| Lemke                          | Marklohe                                     |
| Loccum                         | Rehburg-Loccum                               |
| Lohhof                         | Uchte                                        |
| Mehlbergen                     | Balge                                        |
| Münchehagen                    | Rehburg-Loccum                               |
| Müsleringen                    | Stolzenau                                    |
| Nendorf                        | Stolzenau                                    |
| Nordel                         | Diepenau                                     |
| Oyle                           | Marklohe                                     |
| Rehburg, Stadt                 | Rehburg-Loccum                               |
| Sapelloh                       | Warmsen                                      |
| Sarninghausen                  | Steyerberg                                   |
| Schessinghausen                | Husum                                        |
| Schinna                        | Stolzenau                                    |
| Sebbenhausen                   | Balge                                        |
| Sehnsen                        | Steyerberg                                   |
| Sieden                         | Borstel                                      |
| Sonnenborstel                  | Steimbke                                     |
| Staffhorst                     | Wechsel in den Landkreis Grafschaft Diepholz |
| Steinbrink                     | Diepenau                                     |
| Voigtei                        | Steyerberg                                   |
| Wellie                         | Steyerberg                                   |
| Wenden                         | Stöckse                                      |
| Wendenborstel                  | Steimbke                                     |
| Wiedensahl                     | Wechsel in den Landkreis Schaumburg-Lippe    |
| Winzlar                        | Rehburg-Loccum                               |
| Wohlenhausen                   | Marklohe                                     |
| Woltringhausen                 | Uchte                                        |

## Trivia

### Geographischer Mittelpunkt Niedersachsens
In der Gemeinde Hoyerhagen im Landkreis Nienburg/Weser liegt der geographische Mittelpunkt Niedersachsens.

## Kfz-Kennzeichen
Am 1. Juli 1956 wurde dem Landkreis bei der Einführung der bis heute gültigen Kfz-Kennzeichen das Unterscheidungszeichen NI zugewiesen. Es wird durchgängig bis heute ausgegeben.